# (3765) Texereau
(3765) Texereau es un asteroide perteneciente al cinturón de asteroides, descubierto el 16 de septiembre de 1982 por Koichiro Tomita desde el Sitio de Observación de Calern, Caussols, Francia.

## Designación y nombre
Designado provisionalmente como 1982 SU1. Fue nombrado Texereau en honor al ingeniero óptico francés y astrónomo aficionado Jean Texereau.